# Nightmare (französische Band)
Nightmare ist eine französische Power-Metal-Band.

## Geschichte
Nightmare entstand bereits 1979, aber erst ihr Auftritt im März 1983 als Vorgruppe von Def Leppard (Pyromania Tour) in Grenoble öffnete ihnen die Türen zu den Musikproduzenten.
Das Album Power of the Universe ist nach dem Wechsel von Ebony Records nach Dream Records nicht erschienen, aufgrund des Zusammenbruches von Dream Records und vertraglichen Schwierigkeiten. Im Jahr 1988 trennte sich die Band.
Jo Amore war Sänger bei der Band Temple und wollte nach seiner Rückkehr zu Nightmare nicht als Schlagzeuger weitermachen, so wurde er der Sänger der Band.
Jean-Marc Boix verstarb am 9. April 1999 an einem Gehirntumor.
1999 hat sich die Band wieder zusammengefunden und gab am 30. Oktober 1999 eine Reunionshow in Grenoble. Die beiden ersten Alben wurden erweitert und neu aufgelegt. Beim Wacken-Open-Air-Festival im Jahr 2000 hatten sie einen großen Auftritt. Weitere Wacken-Auftritte folgten 2010 und 2014.

## Diskografie
- 1984: Waiting for the Twilight (Wiederveröffentlichung: 1999)
- 1985: Power of the Universe (Wiederveröffentlichung: 1999)
- 1999: Astral Deliverance
- 2000: DeLIVErance
- 2001: Cosmovision
- 2003: Silent Room
- 2005: The Dominion Gate
- 2007: Genetic Disorder
- 2009: Insurrection
- 2011: One Night of Insurrection (CD + DVD)
- 2012: The Burden of God (AFM-Records)
- 2014: The Aftermath (AFM-Records)
- 2024: Encrypted